# 42377 KLENOT
42377 KLENOT — астероїд головного поясу, відкритий 8 березня 2002 року.
Тіссеранів параметр щодо Юпітера — 3,508.